# Darran Smith
Darran Smith (n. 18 de septiembre de 1975; Pontypridd, Gales) es un músico británico conocido por ser guitarrista de la banda de rock Funeral for a Friend entre 2001 y 2010.
Smith fue el guitarrista secundario de la banda. El guitarrista principal es Kris Roberts, aunque Smith ha hecho este papel en algunas ocasiones, como en la canción "Streetcar", del álbum Hours.
Antes de Funeral for a Friend tocó en bandas como Tripcage y January Thirst (coincidió con Kris Roberts, curiosamente). En abril de 2010 decidió abandonar Funeral for a Friend y publicó un comunicado oficial:

"Tras nueve años he decidido abandonar las filas de Funeral for a Friend. Lo he pasado de maravilla con la banda, que ha sido como un viaje fascinante lleno de experiencias que será fantástico recordar y apreciar, pues no tengo más que amor y respeto por todos los chicos de la banda (pasados y presentes), ya que sin ellos mi tiempo en la banda no hubiera sido ni la mitad de bueno. Tendremos algunos conciertos pronto en los que voy a participar, incluyendo el Sonisphere, y mi intención es enfocarlo no sólo como una celebración de mis años en Funeral, sino también como despedida de la banda y para prepararme para nuevos retos y experiencias que vaya a vivir en el futuro. Mis más sentidos deseos para los chicos de la banda, que sé que llevarán con ellos gloria y éxito".
Darran Smith